# Limburgse Kunstkring

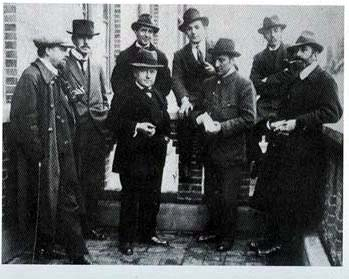
De leden bij de oprichting in 1910 te Maastricht

De Limburgse Kunstkring is een kunstenaarscollectief dat in 1910 in Maastricht werd opgericht en zich in de eenentwintigste eeuw manifesteert als een professionele kunstenaarsvereniging voor Nederlands- en Belgisch Limburg.
De Limburgse Kunstkring stelt zich ten doel een kunstzinnig klimaat te bevorderen in de Limburgse regio. Het is een verband waarbinnen de leden de mogelijkheid hebben tot onderlinge samenwerking, het toetsen van ideeën en het uitwisselen van ervaringen op artistiek niveau en fungeert als platform voor de aangesloten kunstenaars.

## Geschiedenis

### Oprichting en eerste jaren
De Kunstkring werd in 1910 op initiatief van Rob Graafland opgericht door Jan Bakhoven, Guillaume Eberhard, Herman Gouwe, Rob Graafland, Frans van de Laar, Henri Jonas, J. Van der Kooy, Jos Narinx en Vic Reinders, kunstenaars die elkaar regelmatig ontmoetten in het toenmalige Hotel Suisse op het Vrijthof in Maastricht. Ze wilden de belangstelling voor kunst te stimuleren, door onder andere het organiseren van tentoonstellingen en lezingen. Café Suisse was het stamcafé en de 'broedplaats' van deze kunstenaars. In de jaren 1920 werd deze groep kunstzinnige stamgasten aangeduid als de Bende van de Suisse, hoewel niet iedereen lid was van de Limburgsche Kunstkring. 
Uit bewaard gebleven brieven (periode 1919-1924) blijkt dat het bestuur van de Limburgsche Kunstkring zich niet alleen bezig hield met het organiseren van exposities en lezingen in Limburg, maar ook invloed probeerde uit te oefenen op bv gemeentelijke stadsontwikkeling. In 1919 nam de Limburgsche Kunstkring het initiatief om te komen tot een federatie van Kunstkringen in Limburg. De Kunstkringen van Heerlen, Venlo en Roermond werden daartoe aangeschreven maar resultaat heeft dat niet opgeleverd. Er werden in die eerste decennia ook pogingen tot uitwisseling ondernomen met kunstkringen in het westen van het land. In de jaren 1922 t/m 1924 ontstond het initiatief om samen met Kunstkring Het Zuiden (Vlissingen) en Het 's-Hertogenbossche comité voor Kunsttentoonstellingen tot een Zuidelijke Driejaarlijksche te komen, een circuit van uitwisselingsexposities tussen de drie steden. Hiermee hoopte men een tegenwicht te kunnen bieden aan de geïsoleerdheid van de zuidelijke provincies ten opzichte van o.a. de grote kunststeden Amsterdam en Den Haag die vaak een geringschattende houding aannamen over 'kunst uit de provincie'. De drie exposities vonden plaats, maar kenden voor zover bekend geen vervolg meer met een nieuwe ronde. In 1930 exposeerden een aantal leden in Haarlem bij de zustervereniging Kunst Zij Ons Doel. 

### Stedelijk Museum
In 1925 telde de kring 22 werkende en 132 kunstlievende leden, 43 donateurs en zeven ereleden. Erkenning van de gemeentelijke zijde volgt in 1925, als deze de bovenverdieping van de linkervleugel van het Generaalshuis (Vrijthof 46) gratis ter beschikking stelt aan de Limburgsche Kunstkring voor de activiteiten van een stedelijk museum. De Museumcommissie was van plan een museumcollectie op te bouwen met behulp van particulieren die bereid waren om kunstwerken (in bruikleen) af te staan. Daarnaast was deze commissie van plan tentoonstellingen te organiseren van nationale en internationale gerenommeerde moderne kunst maar ook de oude kunst. Van deze plannen is niet veel terecht gekomen, want uiteindelijk zijn vooral tentoonstellingen georganiseerd van het werk van de eigen leden. Het Stedelijk Museum bleef tot 1943 bestaan, toen de museumruimte bij het in hetzelfde gebouw gevestigde politiebureau werd gevoegd. Een collectie schilderijen en tekeningen van diverse leden van de Kunstkring, onder andere van Henri Jonas en Rob Graafland, kwam terecht bij het Museum aan het Vrijthof (het huidige Fotomuseum aan het Vrijthof). 

### Professionalisering
Alleen scheppende kunstenaars konden lid zijn, ze werden ingedeeld in de groepen vrije- en toegepaste kunsten. De vereniging trad ook op als vakbond, wat zeer belangrijk was voor de kunstenaars tijdens de crisisjaren. Bij het vijfde lustrum in 1936 kon men tevreden terugkijken op 55 georganiseerde tentoonstellingen van leden en 54 van niet-leden.
De lijst van in de jaren 1930 aangesloten leden bevat de namen van: Edmond Bellefroid, Charles Eyck, Han Jelinger, Harrie Koolen, Paul Kromjong, Hubert Levigne, Judy Michiels van Kessenich, Joep en Suzanne Nicolas, Jef Scheffers, Henri Schoonbrood, Cephas Stauthamer, Charles Vos en Paul Windhausen (groep vrije kunsten-beeldhouwkunst, schilderkunst, grafische kunst) en Alphons Boosten, Henri Reck, Jos Wielders, Willy Marres, Charles Nypels, Alexander Stols jr., Willem Veltman (groep toegepaste kunsten zoals glasschilderkunst, decoratieve schilder- en beeldhouwkunst, typografische kunst en architectuur).
De leden kwamen in deze periode bij elkaar in café Aux Pays Bas aan het Vrijthof in Maastricht. De professionalisering van kunst in Limburg viel samen met een plotseling toenemende belangstelling voor het werk van Limburgse kunstenaars buiten de eigen kring. Een vaste expositieruimte werd gevonden in de kunstzaal 'De Gulden Roos', gelegen aan de Grote Looiersstraat in Maastricht. De kunstzaal werd op 16 juni 1934 geopend met een breed opgezette tentoonstelling van beeldende kunst en kunstnijverheid uit Maastricht.

### Kunstenaarsvereeniging Limburg
In 1936 werd de Kunstenaarsvereeniging Limburg opgericht op initiatief van Alexander Stols en Joep Nicolas. Het was de moderne concurrent van de toen meer traditionele Limburgsche Kunstkring. De Kunstenaarsvereeniging had bovendien meer het karakter van een vakbond, die tijdens de crisis van de jaren 1930 opkwam voor de belangen van kunstenaars.
Er was voortdurende wrijving tussen de Limburgsche Kunstkring en de Kunstenaarsvereeniging Limburg. De eerste kreeg gemeentelijke subsidie en had de mogelijkheid exposities te organiseren in het Stedelijk Museum in het Generaalshuis. De Kunstvereeniging Limburg moest het hebben van de goede contacten van de bestuursleden Joep Nicolas en Alexander Stols, die de leden in staat stelden deel te nemen aan exposities, onder andere in de kunstzaal De Gulden Roos aan de Looiersstraat.
De opmars van de leden van de Kunstenaarsvereeniging Limburg leek niet te stuiten. Hun deelname aan de Wereldtentoonstelling van 1937 te Parijs werd een succes. Het conflict tussen de Kunstenaarsvereeniging Limburg en de Limburge Kunstkring bereikte zijn hoogtepunt in november 1937. In dat jaar organiseerde het Haags Gemeentemuseum een grote tentoonstelling met Limburgse kunstenaars die werd samengesteld met medewerking van de Kunstenaarsvereeniging, met voorbijgaan aan de Limburgse Kunstkring. Broodnijd leek de werkelijke reden voor het schisma in de Limburgse kunstwereld, waarbij de 'professioneel' werkzame kunstenaars kozen voor de nieuwe Kunstenaarsvereeniging Limburg en de zgn. ‘amateurs’ noodgedwongen lid bleven van de Limburgsche Kunstkring. Bij de Kunstenaarsvereeniging Limburg sloten zich bovendien een aantal voorheen niet-georganiseerde kunstenaars aan, die vooral van buiten Maastricht afkomstig waren.
Aan het succes van de jaren 1936-1937 kwam een einde door het vertrek van Joep Nicolas naar de Verenigde Staten en Alexander Stols naar Den Haag in 1939, waarna de Vereeniging nog slechts een zieltogend bestaan leidt, en ten slotte tijdens de oorlog in april 1941 werd opgeheven.

### Na de Tweede Wereldoorlog
In 1941 hief de Limburgsche Kunstkring zichzelf op omdat de door de Duitse bezetter geëiste aansluiting bij de Kultuurkamer geweigerd werd. Na de oorlog werd de opheffing bij de rechter aangevochten als zijnde afgedwongen; in 1947 werd de Limburgsche Kunstkring met terugwerkende kracht tot de opheffingsdatum in ere hersteld. Welke activiteiten de Limburgsche Kunstkring in de jaren daarna ondernam blijft onduidelijk, pas vanaf 1969 zijn weer nieuwe activiteiten te traceren. Daarbij blijkt echter uit recensies van exposities dat het artistieke niveau in die periode van een nieuw begin meer dan eens als 'amateuristisch' en 'huisvlijt' werd afgedaan. De laatste decennia is het aandeel van professionele kunstenaars weer steeds groter geworden zodat nu weer gesproken mag worden van een professionele kunstkring waarvan de meeste leden ook een professionele kunstopleiding hebben genoten.